# دریاچه د موری
دریاچه د موری (به لاتین: Lac de Moiry) یک مخزن سد در سوئیس است که در کانتون وله واقع شده‌است.